# Autoestrada A91 (Itália)
A Autoestrada A91 (melhor conhecida como Autoestrada Roma-Fiumicino) é uma autoestrada da Itália, que conecta Roma ao Aeroporto de Fiumicino, e possui 18.5 km de extensão. Atualmente, é gerida inteiramente pelo Estado italiano através da companhia ANAS (Azienda Nazionale Autonoma delle Strade).
Sua construção foi inteiramente realizada pela ANAS e foi terminada em 1959, juntamente com a abertura do aeroporto de Roma, que viria a ocorrer em várias etapas entre 1956 e janeiro de 1961. Desde sua inauguração, foi classificada como estada estatal (strada statale 201 dell'Aeroporto di Fiumicino) até 1969, quando sua condição foi elevada a de autoestrada. A numeração A91 foi estabelecida no ano 2000, mas não é popularmente conhecida. Ela também pertence à rede de estradas europeias, fazendo parte do traçado da E80.

## Rota

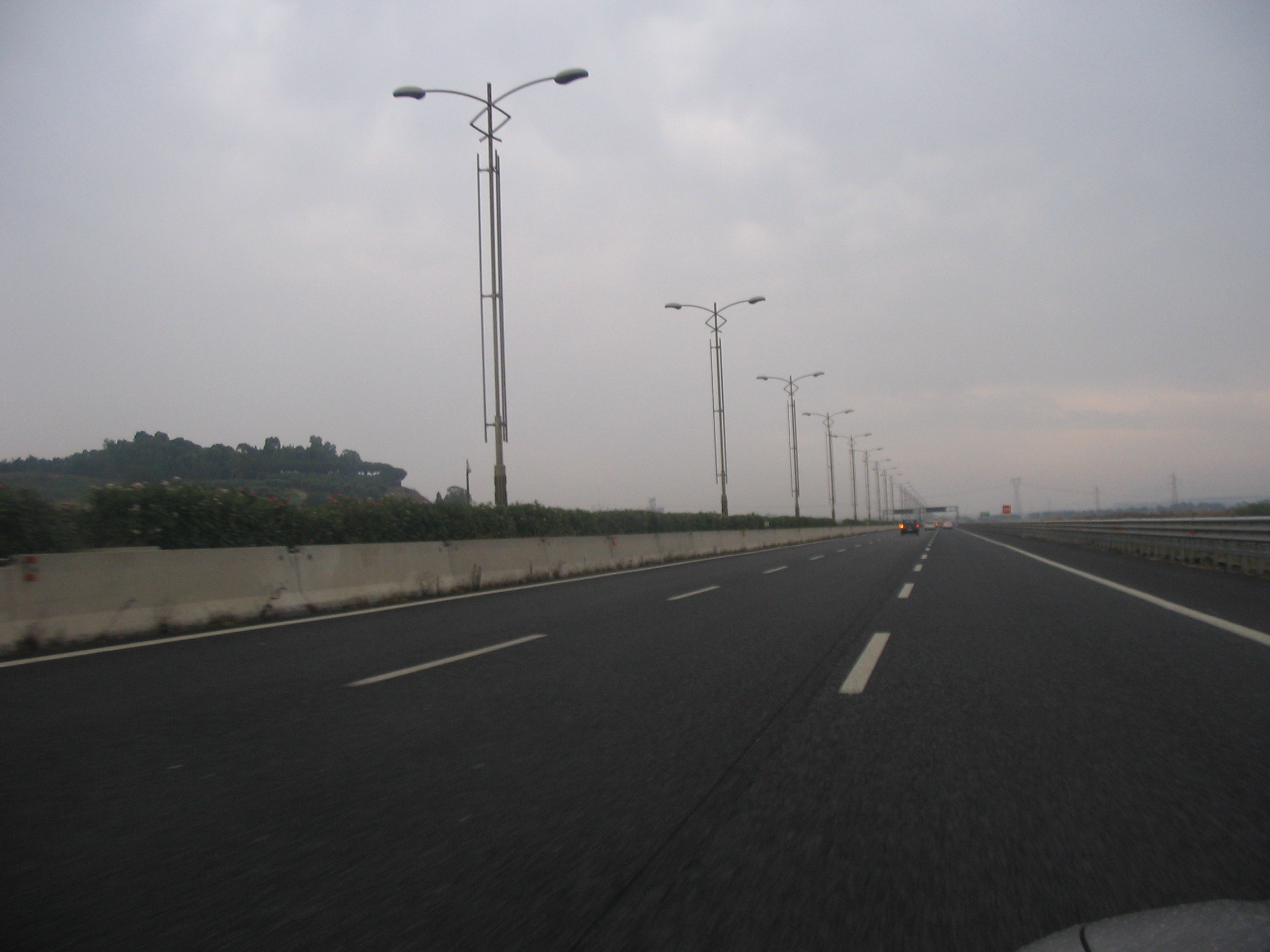
Autoestrada A91

| Roma - Aeroporto di Fiumicino |                                                  |      |      |           |                  |
| Tipo                          | Saída                                            | ↓km↓ | ↑km↑ | Província | Estrada Europeia |
|                               | Viadotto della Magliana                          | 0,0  | 18,5 | RM        |                  |
|                               | Via della Magliana                               |      |      | RM        |                  |
|                               | Viale Isacco Newton                              |      |      | RM        |                  |
|                               | Parco de' Medici / Viale Castello della Magliana |      |      | RM        |                  |
|                               | Área de Serviço "Magliana"                       | 6,5  | 12,5 | RM        |                  |
|                               | Grande Raccordo Anulare                          | 6,6  | 11,9 | RM        |                  |
|                               | Nuova Fiera di Roma                              |      |      | RM        |                  |
|                               | Civitavecchia                                    | 14,3 | 4,2  | RM        |                  |
|                               | Parco Leonardo                                   |      |      | RM        |                  |
|                               | Aeroporto internazionale Leonardo da Vinci       | 18,5 | 0,0  | RM        |                  |